# ساویتری دیوی
ساویتری دیوی مکهرجی  (نام تولد: مکسیمیانی جولیا پورتاس، فرانسوی: [maksimjani pɔʁtɑ]; ۳۰ سپتامبر ۱۹۰۵ – ۲۲ اکتبر ۱۹۸۲) یک همدست فاشیسم، نازیسم و جاسوس فرانسوی-یونانی-ایتالیایی بود که در دوران جنگ جهانی دوم برای نیروهای محور علیه متفقین در هند جاسوسی می‌کرد؛ او یکی از پیشگامان نئونازیسم باطنی بود. او بعدها یکی از اعضای برجسته زیرزمینی نئونازیسم در دهه ۱۹۶۰ بود.
ساویتری یک حامی ترکیب هندوئیسم و نازیسم بود و آدولف هیتلر را به عنوان یک اوتار از خداوند ویشنو معرفی می‌کرد. او هیتلر را به عنوان قربانی برای بشریت که به پایان عصر بدترین دوران کالی یوگا که او معتقد بود توسط یهودیان ایجاد شده بود، منجر می‌شود، معرفی می‌کرد.
آثار او بر نئونازیسم و جاسوسی نازی تأثیر گذاشته است. او یهودیت و مسیحیت را رد کرده و به نوعی همه‌خدایی یگانه‌گرایی که یک کیهان واحد از انرژی و ماده الهی بود، اعتقاد داشت. او در نئونازیسم، علوم خفیه و بوم‌شناسی را ترویج می‌کرد و آثار او بر راست‌گرایی آلترناتیو تأثیر گذاشته است. او همچنین بر دیپلمات شیلیایی میگوئل سرانو تأثیر گذاشت. در سال ۱۹۸۲، فرانکو فردا ترجمه آلمانی اثر او Gold in the Furnace را منتشر کرد و چهارمین شماره از نشریه سالانه‌اش، Risguardo (۱۹۸۰–) به ساویتری دوی اختصاص داشت که او را «مبلغان آریایی پاگانیسم» معرفی کرد.
ساویتری در سال‌های پس از جنگ با فرانسواز دیور، اتو اسکورتسنی، یوهان فون لیرس، و هانس-اولریش رودل همکاری داشت. او همچنین یکی از اعضای مؤسس اتحادیه جهانی ناسیونال سوسیالیست‌ها بود.

## سال‌های ابتدایی
ساویتری دوی با نام اصلی مکسیمیانی جولیا پورتاس در ۱۹۰۵ در لیون متولد شد، او دختر مکسیم پورتاس، یک شهروند فرانسوی از نژاد یونانی‌ها و مادرش یک زن انگلیسی از نژاد مردم ایتالیا به نام جولیا پورتاس (زاده نیش). مکسیمیانی پورتاس به دنیا آمد دو ماه و نیم زایمان زودرس و وزن او تنها ۹۳۰ گرم (۲ پوند ۳⁄۴ اونس) بود. و ابتدا پیش‌بینی نمی‌شد که زنده بماند. او از همان دوران کودکی و throughout زندگی‌اش به مدافع پرشور حقوق حیوانات بود. وابستگی‌های سیاسی اولیه‌اش با ملی‌گرایی یونانی بود.
پورتاس فلسفه و شیمی را مطالعه کرد و دو مدرک کارشناسی ارشد و یک پی‌اچ‌دی در فلسفه از دانشگاه لیون دریافت کرد. او سپس به یونان سفر کرد و خرابه‌های افسانه‌ای را بررسی کرد. در آنجا با کشف هاینریش شلیمان از سواستیکاها در آناتولی آشنا شد. نتیجه‌گیری او این بود که یونان باستان از نژاد آریایی بوده است. اولین دو کتاب او پایان‌نامه‌هایش بودند: Essai-critique sur Théophile Kaïris (مقاله انتقادی دربارهٔ Theophilos Kairis) (لیون: مکسیمیانی پورتاز، ۱۹۳۵) و La simplicité mathématique (سادگی ریاضی) (لیون: مکسیمیانی پورتاز، ۱۹۳۵).

## یادداشت
1. ↑  زبان بنگالی: সাবিত্রী দেবী মুখার্জী